# 克羅伊茨魏爾湖
47°54′53″N 10°47′48″E / 47.91464502°N 10.79677105°E

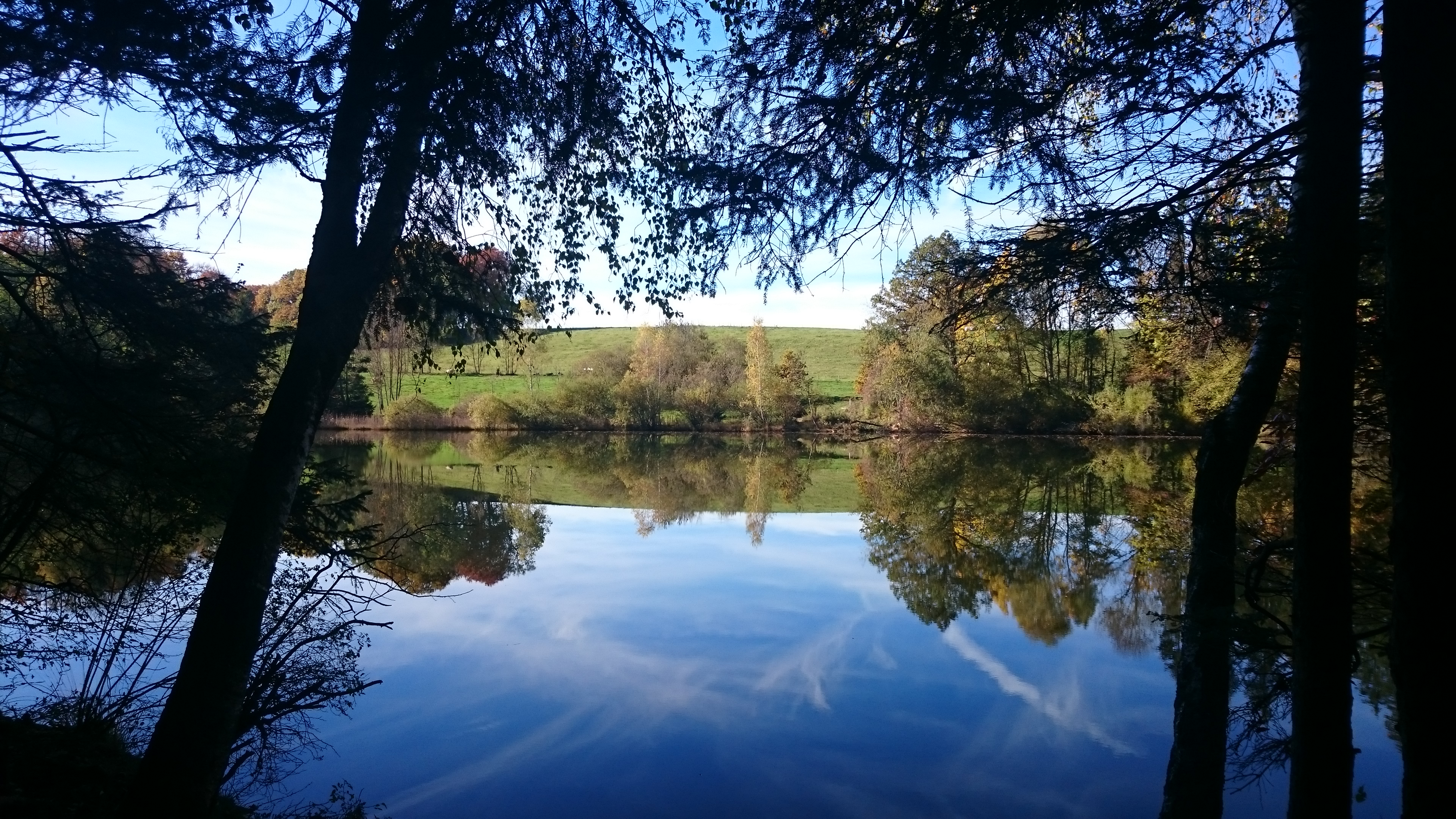

克羅伊茨魏爾湖（德語：Kreuzweiher），是一个位于德國东南部的湖泊，由巴伐利亞州負責管轄，處於富克斯塔爾，長0.2公里、寬0.1公里，面積0.02平方公里，海拔高度704米，湖岸線長度0.6公里。